# Chirita tamiana
Chirita tamiana är en tvåhjärtbladig växtart som beskrevs av Brian Laurence Burtt. Chirita tamiana ingår i släktet Chirita och familjen Gesneriaceae. Inga underarter finns listade i Catalogue of Life.

## Bildgalleri

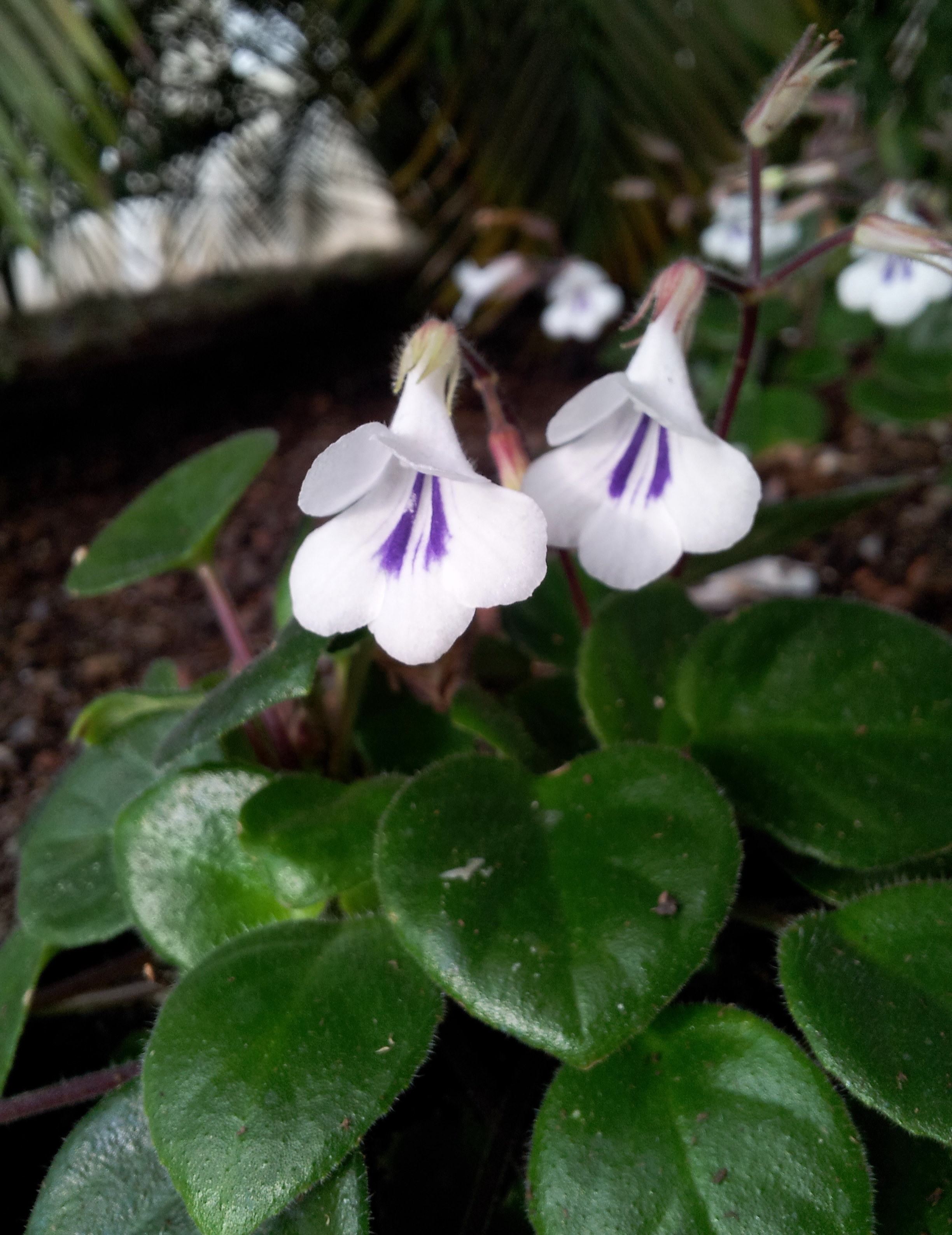